# Abborregölen (Godegårds socken, Östergötland)
Abborregölen är en sjö i Motala kommun i Östergötland och ingår i Motala ströms huvudavrinningsområde.